# Paudie Coffey

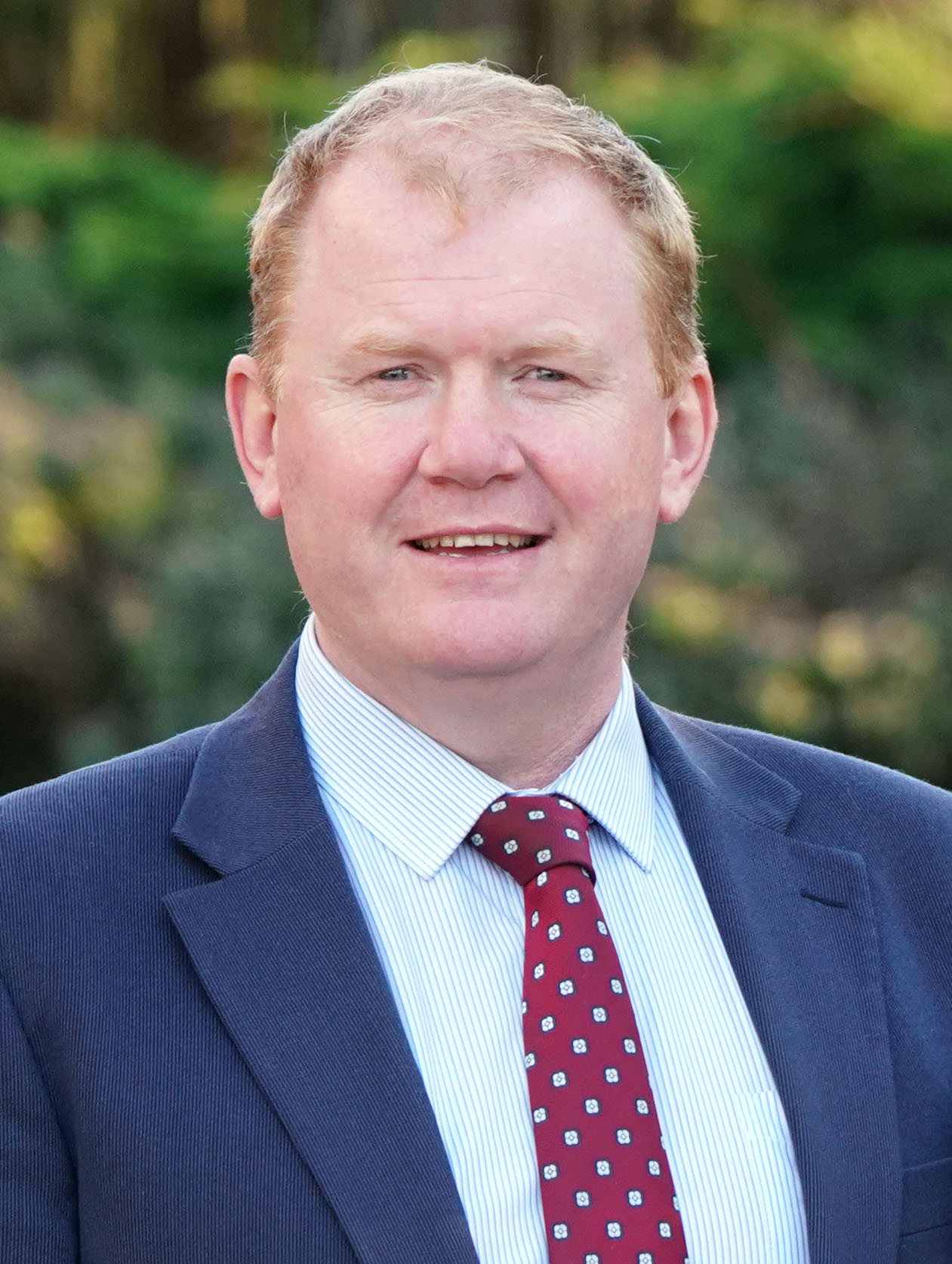
Paudie Coffey (2019)

Paudie Coffey (* 15. Mai 1969 in Waterford) ist ein irischer Politiker der Fine Gael. Er war im Oireachtas Mitglied des Dáil Éireann und des Seanad Éireann. 
Paudie Coffey war 1999 zunächst in den Waterford County Council für den Bezirk Suir gewählt worden. Er wurde dann über die Wirtschaftsliste 2007 in den Seanad gewählt worden. Bei den Wahlen zum Dáil Éireann 2011 gewann er einen Sitz im Wahlkreis Waterford. Er zog als Teachta Dála in das Unterhaus ein. Am 15. Juli 2014 wurde er zum Staatsminister für Wohnungswesen und Regionalplanung im Umweltministerium der Regierung Kenny I ernannt. Mit dem Ende der Legislaturperiode schied er aus dem Amt aus. Da er bei den Wahlen zum Dáil Éireann 2016 keinen Sitz im Parlament gewinnen konnte, wurde er vom Taoiseach erneut für den Seanad benannt.

## Privates
Paudie Coffey ist mit Suzanne verheiratet und hat mit ihr drei Kinder.